# Frank Foss

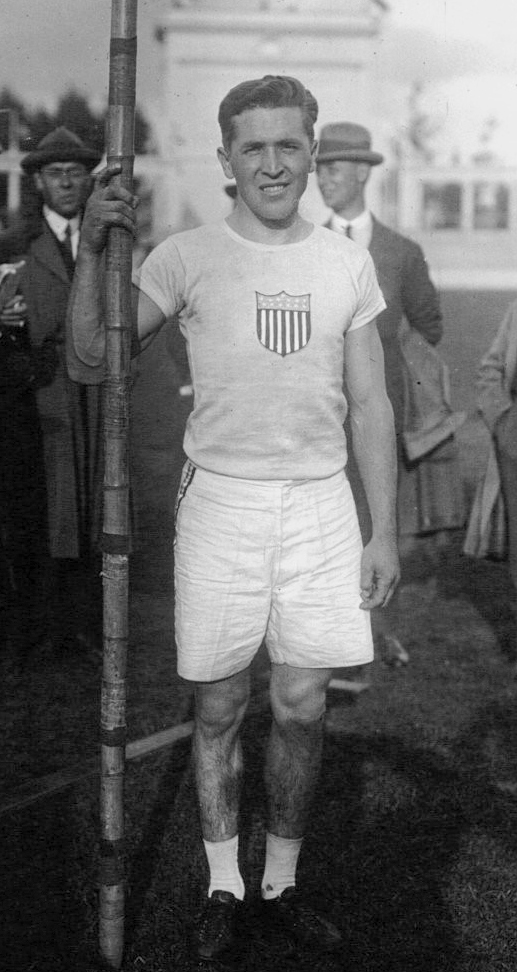
Frank Foss 1920

Frank Foss (* 9. Mai 1895 in Chicago; † 5. April 1989 in Hinsdale, Illinois) war ein US-amerikanischer Stabhochspringer, der nach dem Ersten Weltkrieg erfolgreich war. Der für die AA Chicago startende Athlet sprang zwei Weltrekorde und gewann 1920 olympisches Gold. 

## Erfolge
- IHSA-Meister 1913 mit 11'6 3/8" (1912 Dritter mit 10'6")
- US-Meister 1919 mit 12'9" (= 3,88 m) und 1920 mit 13'2" (= 3,99 m)
- Weltbestleistung mit 4,05 m am 23. August 1919 in Chicago (kein offizieller Weltrekord)
- Sieger bei den Olympiaausscheidungen 1920 mit 13-1
- GOLD bei den VI. Olympischen Spielen 1920 in Antwerpen mit 4,09 m (Weltrekord) vor dem Dänen Henry Petersen (Silber) mit 3,70 m und seinem Landsmann Edwin Myers (Bronze) mit 3,60 m